# (101429) 1998 VF31
(101429) 1998 VF31 est un astéroïde troyen de Mars de taille sub-kilométrique, en orbite près du point L5 du couple Soleil-Mars (60 degrés en arrière de Mars sur son orbite).
Son orbite est très stable. On pensait initialement qu'il était spectroscopiquement similaire à (5261) Eurêka, ce qui suggérerait qu'ils pourraient être tous les deux des astéroïdes martiens primitifs.
Des observations spectroscopiques en 2007 indiquent qu'il a une grande proportion de métal et d'achondrites sur sa surface (avec ou sans contribution de mésosidérite), ce qui pourrait aussi indiquer que le régolithe en surface a subi de l'érosion spatiale. Ces observations révèlent également des différences dans le spectre avec (5261) Eurêka, ce qui suggère qu'ils pourraient finalement ne pas être liés.
Une nouvelle étude, publiée en 2020, montre que son spectre ne correspond pas bien aux spectres des différents types de météorites et d'astéroïdes, mais correspond plus à celui de la Lune,, dont il pourrait être une ancienne jumelle, notamment selon Apostolos Christou.